# Мирне (Барська міська громада)
Ми́рне — село в Україні, у Барській міській громаді Жмеринського району Вінницької області. До 2020 орган місцевого самоврядування — Войнашівська сільська рада.
Населення становить 384 особи (станом на 2001 рік). Село розташоване за 3,3 кілометра від  центру міської громади м. Бар.

## Назва
Колишня назва населеного пункту — село «Паліївка».

## Географія
Село Мирне лежить за 3,3 км на південь від центру громади, фізична відстань до Києва — 239,8 км.
| Клімат Мирного          | Клімат Мирного | Клімат Мирного | Клімат Мирного | Клімат Мирного | Клімат Мирного | Клімат Мирного | Клімат Мирного | Клімат Мирного | Клімат Мирного | Клімат Мирного | Клімат Мирного | Клімат Мирного | Клімат Мирного |
| Показник                | Січ.           | Лют.           | Бер.           | Квіт.          | Трав.          | Черв.          | Лип.           | Серп.          | Вер.           | Жовт.          | Лист.          | Груд.          | Рік            |
| Середній максимум, °C   | −2,3           | −0,7           | 4,3            | 13,2           | 19,5           | 22,5           | 23,9           | 23,4           | 19,2           | 12,5           | 5,1            | 0,1            | 11,7           |
| Середня температура, °C | −5,5           | −4             | 0,5            | 8,1            | 13,9           | 17,1           | 18,6           | 17,9           | 13,8           | 8,0            | 2,2            | −2,5           | 7,3            |
| Середній мінімум, °C    | −8,7           | −7,3           | −3,3           | 3,1            | 8,4            | 11,8           | 13,3           | 12,4           | 8,5            | 3,6            | −0,6           | −5,1           | 3,0            |
| Норма опадів, мм        | 36             | 35             | 31             | 52             | 69             | 102            | 100            | 65             | 52             | 33             | 39             | 42             | 656            |
| ----------------------- | -------------- | -------------- | -------------- | -------------- | -------------- | -------------- | -------------- | -------------- | -------------- | -------------- | -------------- | -------------- | -------------- |
| Джерело:                |                |                |                |                |                |                |                |                |                |                |                |                |                |

## Історія
12 червня 2020 року, відповідно до Розпорядження Кабінету Міністрів України № 707-р «Про визначення адміністративних центрів та затвердження територій територіальних громад Вінницької області», увійшло до складу Барської міської громади.
19 липня 2020 року, в результаті адміністративно-територіальної реформи та ліквідації Барського району, село увійшло до складу Жмеринського району.

## Населення
Станом на 1989 рік у селі проживали 448 осіб, серед них — 195 чоловіків і 253 жінки.
За даними перепису населення 2001 року у селі проживали 384 особи. Рідною мовою назвали:
| Мова       | Кількість осіб | Відсоток |
| ---------- | -------------- | -------- |
| українська | 382            | 99,48%   |
| російська  | 2              | 0,52%    |

## Політика
Голова сільської ради — Скопчак Василь Олексійович, 1955 року народження, вперше обраний у 2006 році. Інтереси громади представляють 26 депутатів сільської ради:
| Партія                                 | Кількість депутатів | Відсоток |
| -------------------------------------- | ------------------- | -------- |
| самовисування                          | 16                  | 61,54%   |
| Партія регіонів                        | 6                   | 23,08%   |
| Всеукраїнське об'єднання «Батьківщина» | 3                   | 11,54%   |
| Єдиний центр                           | 1                   | 3,85%    |